# Rai Premium
Rai Premium es un canal de televisión temático público italiano en abierto que transmite repeticiones de películas y ficción popular producidas por la emisora estatal RAI.

## Historia
El canal comenzó sus emisiones el 31 de julio de 2003 con el nombre de RaiSat Premium aprovechando la reorganización de la plataforma RaiSat debido a la aparición de Sky Italia.
El 31 de julio de 2009 RaiSat Premium pasa a ser una canal gratuito al comenzar a emitir en la Televisión digital terrestre. El 18 de mayo de 2010 cambió el logotipo y su nombre a Rai Premium. El 19 de diciembre de 2011, experimentó un rediseño gráfico simultáneo a todos los canales de Rai.
En agosto de 2015 se produce una cambio parcial de su programación, que comienza a emitir repeticiones de programas emitidos durante la semana en otros canales de Rai.
El 26 de mayo de 2016 el canal comienza a transmitir en alta definición a través de la plataforma por satélite Tivùsat, y a partir del 19 de septiembre del mismo año también a en la televisión digital terrestre.

## Programación
La programación de Rai Premium se basa principalmente en la ficción desde sus inicios, pero progresivamente se han ido incorporando reposiciones de programas emitidos en los principales canales del grupo. Desde 2012 también emite un breve boletín informativo producido por Rai News24.